# سیروس همتی
سیروس همتی (زادهٔ ۱۳ مرداد ۱۳۵۱) بازیگر، کارگردان، معلم، نمایش‌نامه‌نویس، نویسنده، گوینده و طراح صحنه ایرانی است.
بازی او در فیلم سینمایی مارمولک به کارگردانی کمال تبریزی و سریال خداحافظ بچه به کارگردانی منوچهر هادی او را بیش از پیش مورد توجه و علاقه هنردوستان قرارداد.
طرح فیلمنامه طبقه حساس به کارگردانی کمال تبریزی و قدم خیر به کارگردانی مسعود فرخنده نوشته او است
سیروس همتی برنده بهترین بازیگر جشنواره آمی کورتی ایتالیا در دوره پنجم و بهترین نویسنده فیلمنامه‌های پایانه و بختک رها از جشنواره فیلم هند کلکته و احمدآباد است
اولین جایزه بین‌المللی او در جشنواره هنگ کنگ بخاطر بازی در فیلم شلنگ به کارگردانی منصور فروزش است.
فیلمنامه سینمایی کن-پامنار به کارگردانی اشکان درویشی نوشته اوست که جایزه بهترین فیلم از جشنواره بین‌المللی پاتریکی روسیه را از آن خود کرد
او در فیلم سینمایی آیانه به کارگردالی کریم رجبی که موفق به دریافت جایزه بهترین فیلم داستان واقعی از فستیوال جهانی فیلم در کن شد، نقش محوری ایفا کرده است.
در مِی ۲۰۲۵ او بخاطر بازی در فیلم دوشنبه‌ها جایزه بهترین بازیگری جشنواره بین المللی فیلم میلان ایتالیا را از آن خود کرد.
اغلب داستان‌ها و نمایشنامه‌های او به چاپ چندم رسیده است.
او دو مرتبه در جشنواره بین‌المللی تئاتر فجر در دو بخش صحنه ای و خیابانی جایزه بهترین بازیگر را از آن خود کرده است.
بخاطر بازی در نمایش کلنل کاندید بهترین بازیگر جشن بازیگر شده است
این بازیگر و کارگردان تئاتر سال‌ها پیش در «خاک سرخ» ابراهیم حاتمی کیا و «آشپزباشی» محمدرضا هنرمند، نقش کوچکی ایفا کرد و تجربه بازی در چند تله‌فیلم و فیلم سینمایی را داشت.

## فیلم‌شناسی

### فیلمهای کوتاه و بلند و هنر و تجربه
| سال  | نام فیلم                   | کارگردان                |
| ---- | -------------------------- | ----------------------- |
| ۱۴۰۳ | ویلای موروثی               | نیما هاشمی              |
| ۱۴۰۳ | جان گیر                    | سیروس همتی              |
| ۱۴۰۲ | بختک رها (کوتاه)(نویسنده)  | میثم عباسی              |
| ۱۴۰۲ | ۱۶۹                        | میثم لطفعلی             |
| ۱۴۰۲ | آیانه                      | کریم رجبی               |
| ۱۴۰۱ | پایانه (کوتاه)             | سیروس همتی              |
| ۱۴۰۱ | دوشنبه‌ها (کوتاه)           | سیروس همتی              |
| ۱۴۰۱ | و باز هم                   | فرشته محمدی             |
| ۱۴۰۱ | کجا شد (مستند)             | حمید طاهری              |
| ۱۴۰۰ | خلوت (قاپی)                | سیروس همتی              |
| ۱۴۰۰ | فیلم ۲۷ برج                | سامان مرادحسینی         |
| ۱۴۰۰ | پاکول                      | نوید اسماعیلی           |
| ۱۴۰۰ | علفزار                     | کاظم دانشی              |
| ۱۴۰۰ | یک شهر تنهایی              | مجتبی سعید زاده         |
| ۱۴۰۰ | ستاره بی آسمان             | فرشید مشایخ             |
| ۱۴۰۰ | کن پامنار                  | اشکان درویشی            |
| ۱۴۰۰ | نوه چوپان دروغگو           | آتش زمزم                |
| ۱۳۹۹ | زمین خاکی (سبزدشت پایین)   | میرحامد میرعظیمی        |
| ۱۳۹۹ | ظهر جمعه                   | یاسین رضوانی            |
| ۱۳۹۹ | طبقه یک و نیم              | نوید اسماعیلی           |
| ۱۳۹۹ | ازدواج به سبک کرونا        | یوسف قربانی             |
| ۱۳۹۹ | گناه                       | ابوالفضل عزیزی          |
| ۱۳۹۸ | زن‌ها فرشته‌اند ۲            | آرش معیریان             |
| ۱۳۹۸ | انفرادی                    | مسعود اطیابی            |
| ۱۳۹۸ | قدم خیر (طرح فیلمنامه)     | مسعود فرخنده            |
| ۱۳۹۸ | پاگرد                      | سوسن سلامت و بهزاد علوی |
| ۱۳۹۸ | دخترک آبرنگی               | سیامک کاشف آذر          |
| ۱۳۹۸ | خشت بهشت                   | مجید اسماعیلی           |
| ۱۳۹۷ | ضربه فنی                   | غلامرضا رمضانی          |
| ۱۳۹۷ | دشمن زن                    | کریم امینی              |
| ۱۳۹۶ | قدم خیر (طرح فیلمنامه)     | مسعود فرخنده            |
| ۱۳۹۶ | شاید عشق نبود              | سعید ابراهیمی فر        |
| ۱۳۹۴ | صله سحر                    | فرزین مهدی پور          |
| ۱۳۹۴ | کارگر ساده نیازمندیم       | منوچهر هادی             |
| ۱۳۹۳ | فرار از اردو               | غلامرضا رمضانی          |
| ۱۳۹۳ | ته خط                      | منوچهر هادی             |
| ۱۳۹۳ | شیلنگ (کوتاه)              | منصور فروزش             |
| ۱۳۹۳ | چتر عاشقی                  | حسین تبریزی             |
| ۱۳۹۲ | طبقه هساث (طرح فیلمنامه)   | کمال تبریزی             |
| ۱۳۹۲ | خان هشتم                   | اصغر هاشمی              |
| ۱۳۹۲ | نان شب                     | هادی رحیمی              |
| ۱۳۹۲ | دونده                      | اصغر هاشمی              |
| ۱۳۹۱ | آخرین روز سال              | منوچهر هادی             |
| ۱۳۹۰ | جیب‌بر خیابان جنوبی         | سیاوش اسعدی             |
| ۱۳۹۰ | رقص روی یخ                 | مجید اسماعیلی           |
| ۱۳۹۰ | خدا جیرجیرک‌ها را دوست دارد | مجید اسماعیلی           |
| ۱۳۸۹ | سیزده پنجاه و نه           | سامان سالور             |
| ۱۳۸۹ | سکوت شکسته                 | حمید اصغری              |
| ۱۳۸۹ | دیگری                      | مهدی رحمانی             |
| ۱۳۸۸ | دیگری                      | مهدی رحمانی             |
| ۱۳۸۸ | نزدیک‌تر بیا                | مجید اسماعیلی           |
| ۱۳۸۶ | کتاب قرمز                  | مزدک میرعابدینی         |
| ۱۳۸۵ | پابرهنه در بهشت            | بهرام توکلی             |
| ۱۳۸۴ | پابرهنه در بهشت            | بهرام توکلی             |
| ۱۳۸۴ | ماه جبین                   | روح‌الله حجازی           |
| ۱۳۸۳ | یک تکه نان                 | کمال تبریزی             |
| ۱۳۸۲ | مارمولک                    | کمال تبریزی             |
| ۱۳۸۲ | مزرعه پدری                 | رسول ملاقلی پور         |

## آثار نمایشی تلویزیونی
| سال  | نام سریال                  | کارگردان          |
| ---- | -------------------------- | ----------------- |
| ۱۳۸۱ | خاک سرخ                    | ابراهیم حاتمی‌کیا  |
| ۱۳۸۸ | آشپزباشی                   | محمدرضا هنرمند    |
| ۱۳۸۹ | پرانتز باز                 | کیومرث پوراحمد    |
| ۱۳۹۱ | خداحافظ بچه                | منوچهر هادی       |
| ۱۳۹۲ | ماتادور                    | فرهاد نجفی        |
| ۱۳۹۳ | خوب، بد، زشت               | منوچهر هادی       |
| ۱۳۹۵ | راپورت‌های محرمانه آقای خاص | داریوش ربیعی      |
| ۱۳۹۷ | دلدادگان (پاهای بی‌قرار)    | منوچهر هادی       |
| ۱۴۰۰ | صبح آخرین روز              | حسین تبریزی       |
| ۱۴۰۰ | یول اوزونو                 | میردولت موسوی     |
| ۱۴۰۱ | دورهمی                     | مهران مدیری       |
| ۱۴۰۱ | خندوانه (مسابقه قاتی بازی) | رامبد جوان        |
| ۱۴۰۱ | اتوبان خاطره               | سید علی موسویان   |
| ۱۴۰۱ | شهباز                      | حمیدرضا لوافی     |
| ۱۴۰۲ | باغ شادونه                 | فروزان زاهدبیگی   |
| ۱۴۰۲ | آسانسور (در انتظار پخش)    |                   |
| ۱۴۰۲ | کیک شکلاتی                 | کریم رجبی         |
| ۱۴۰۳ | روزی روزگاری برادر         | محمدرضا آهنج      |
| ۱۴۰۳ | مهیار عیار                 | سید جمال سیدحاتمی |
| ۱۴۰۴ | یزدان                      | منوچهر هادی       |

### مهمان
| سال  | نام برنامه         | شبکه        |
| ---- | ------------------ | ----------- |
| ۱۴۰۳ | سدره               | شبکه پنج    |
| ۱۴۰۱ | جمع شب‌نشینی ایرانی | شبکه جام جم |
| ۱۴۰۱ | به خانه برمیگردیم  | شبکه پنج    |
| ۱۴۰۱ | نیم قرن حفاظت      | شبکه دو     |
| ۱۴۰۱ | نشان ارادت         | شبکه دو     |
| ۱۴۰۰ | شما و سحر          | شبکه سحر    |
| ۱۳۹۹ | به خانه برمیگردیم  | شبکه پنج    |
| ۱۳۹۸ | چراغانی            | شبکه سه     |
| ۱۳۹۸ | چهلچراغ            | شبکه سه     |
| ۱۳۹۸ | شب تئاتر           | شبکه چهار   |
| ۱۳۹۷ | کتاب باز           | شبکه نسیم   |
| ۱۳۹۷ | رادیو شب           | شبکه شما    |

## آثار نمایش خانگی و اینترنتی
| سال       | نام سریال                         |  | کارگردان                        |
| --------- | --------------------------------- |  | ------------------------------- |
| ۱۴۰۳      | دیو و ماه‌پیشونی ۲                 |  | حسین قناعت                      |
| ۱۴۰۳      | مافیا، پدر خوانده، شام ایرانی     |  | سعید ابوطالب                    |
| ۱۴۰۲      | نیسان آبی ۲                       |  | مسعود اطیابی                    |
| ۱۴۰۲      | رئالیتی شو ضد                     |  | سعید ابوطالب                    |
| ۱۴۰۲      | لف شو (مهمان)                     |  |                                 |
| ۱۴۰۲      | کاخ بلند (داستان‌های خسرو و شیرین) |  | به کوشش حسین حداد               |
| ۱۴۰۰      | برنامه رسانه کمال شهر من (مهمان)  |  |                                 |
| ۱۴۰۰      | نیسان آبی                         |  | منوچهر هادی                     |
| ۱۴۰۰      | نارگیل                            |  | سید ابراهیم عامریان، حمزه صالحی |
| ۱۴۰۰      | آهوی من مارال                     |  | مهرداد غفارزاده                 |
| ۱۴۰۰–۱۳۹۹ | شب‌های مافیا                       |  | سعید ابوطالب                    |
| ۱۳۹۹      | یک طنز کرونایی از سیروس همتی      |  | سیروس همتی                      |
| ۱۳۹۹      | تاک شو شومینه (مهمان)             |  | امیر غفارمنش                    |
| ۱۳۹۹      | فریدا (روایتهای عاشورایی)         |  | حامد جوادزاده                   |
| ۱۳۹۸      | آقای مجری: من قناد هستم           |  | فرزاد فره وشی                   |
| ۹۵–۱۳۹۴   | آسپرین                            |  | فرهاد نجفی                      |

## تئاتر
| نام تئاتر                 | کارگردان           | سال         |
| ------------------------- | ------------------ | ----------- |
| کامو                      | محسن هشیار         | ۱۳۷۰        |
| خروسک پریشان              | داود کیانیان       | ۱۳۷۲        |
| بازی تابلوی آخر           | نصرالله قادری      | ۱۳۷۳        |
| یه خونه یه چلچه           | حمید متکلم         | ۱۳۷۴        |
| برف سبز                   | آتیلا پسیانی       | ۱۳۷۵        |
| ساز سحر آمیز              | ستاره پسیانی       | ۱۳۷۵        |
| آقای وندال                | بهرام عظیم پور     | ۱۳۷۸        |
| بسه دیگه خفه شو           | آتیلا پسیانی       | ۱۳۸۲        |
| عید پاک                   | حسن باستانی        | ۱۳۸۵        |
| قربانی                    | سیروس همتی         | ۱۳۸۶        |
| مسافران مرو               | سید جواد هاشمی     | ۱۳۸۷        |
| رویاهای خلیج فارس         | امیر دژاکام        | ۱۳۸۸        |
| اسب‌های پشت پنجره          | روح‌الله جعفری      | ۱۳۸۸        |
| شرق غزل                   | مهدی مکاری         | ۱۳۸۸        |
| دزد آب                    | هادی مرزبان        | ۱۳۸۹        |
| خانمچه و مهتابی           | هادی مرزبان        | ۱۳۸۹        |
| روز سرباز                 | حسن باستانی        | ۱۳۹۰        |
| بلوط‌های تلخ               | شهرام کرمی         | ۱۳۹۰        |
| تماشاچی محکوم به اعدام    | روح‌الله جعفری      | ۱۳۸۹        |
| و این خونه چه خبره؟       | رهام مخدومی        | ۱۳۹۰        |
| سوگنامهٔ صبحگل             | قطب‌الدین صادقی     |             |
| ه دو چشم                  | سیروس همتی         | ۱۳۸۸        |
| بهرام چوبینه              |                    | ۱۳۸۸        |
| اسب‌های پشت پنجره          |                    | ۱۳۸۸        |
| مجلس برادرکشی             | سیروس همتی         | ۱۳۸۹        |
| مومیا                     | هادی مرزبان        | ۱۳۹۰        |
| حریم                      | آرش دادگر          | ۱۳۹۰        |
| فولاد هرگز زنگ نمی‌زند     | علی یعقوب زاده     | ۱۳۹۰        |
| مومیا                     |                    | ۱۳۹۰        |
| تماشاچی محکوم به اعدام    |                    | ۱۳۹۰        |
| روشان                     | فریدون جیرانی      | ۱۳۹۱        |
| معمای مطربان پریشان       | کوروش زارعی        | ۱۳۹۲        |
| پوتین‌های عمو بابا         | شهرام کرمی         | ۱۳۹۲        |
| مردگان بی کفن و دفن       | منوچهر هادی        | ۱۳۹۴        |
| مظلوم پنجم                | رضا صابری          | ۱۳۹۴        |
| خفیه گاه                  |                    | ۱۳۹۴        |
| ریحانه                    | سیروس همتی         | ۱۳۹۵        |
| خروس می‌خواند              | شهرام کرمی         | ۱۳۹۵        |
| کلنل                      | خیرالله تقیانی پور | ۱۳۹۶        |
| مزا مزا                   | سیروس همتی         | ۱۳۹۷        |
| سلول                      | محسن زرآبادی پور   | ۱۳۹۷        |
| چشم به راه میرغضب         | حسین کیانی         | ۱۳۹۸        |
| مردی در آینه              | علی سلیمانی        | ۱۳۹۸        |
| خورشید کاروان             | مهدی متوسلی        | ۱۳۹۸        |
| بوقلمون                   | خیرالله تقیانی پور | ۱۳۹۸        |
| تردست                     | سیروس همتی         | ۱۳۹۸        |
| دیوار نور                 | سامان قلیچ خانی    | ۱۳۹۹        |
| استاد و مهتاب             | سحر صفرپور         | ۱۴۰۰        |
| بازی ازدواج               | آساره هداوند       | ۱۴۰۰        |
| شهادت پیوتر اوهه          | غلامرضا عربی       | ۱۴۰۱        |
| خانه خراب                 | محمدرضا پورحکیمی   | ۱۴۰۱        |
| درهم پیچیدگی              | سپنتا پزشکی        | ۱۴۰۱        |
| فیش آباد                  | سیروس همتی         | ۱۴۰۱ و ۱۳۹۶ |
| زیرزمینی‌ها                | حامد وکیلی         | ۱۴۰۲        |
| نمایشنامه خوانی میان پرده | نیما هاشمی         | ۱۴۰۲        |
| و او جان من است           | حمیدرضا افسری      | ۱۴۰۳        |

### کارگردانی و نویسندگی و سایر
| نام تئاتر                                          | مکان                                   | سال         |
| -------------------------------------------------- | -------------------------------------- | ----------- |
| ماجرای نیمه شب (شون اوکیسی)                        | تهران (تئاترشهر)                       | ۱۳۸۲        |
| اسب                                                | تئاتر شهر (تالار چهارسو)               | ۱۳۸۳        |
| پیکر (مشترک با گروه پاپتی‌ها)                       | تهران (تالار اسوه)                     | ۱۳۸۴        |
| هفتاد و پنج هزار (بزرگداشت چخوف)                   | تئاترشهر (تالار اصلی)                  | ۱۳۸۴        |
| محال هم ممکن است                                   | تالار کوچک و خانه نمایش                | ۱۳۸۴ و ۱۳۹۵ |
| قربانی                                             | تهران                                  | ۱۳۸۶        |
| ما سه نفر بودیم                                    | تهران (تالار اسوه)                     | ۱۳۸۷        |
| نیلوفر                                             | تالار اسوه                             | ۱۳۸۷        |
| ه دو چشم                                           | تهران                                  | ۱۳۸۸        |
| مجلس برادرکشی                                      | تهران                                  | ۱۳۸۹        |
| روشان (مدیر تولید)                                 | تئاتر شهر                              | ۱۳۹۱        |
| نقاشی (نویسنده)                                    | کارگاه نمایش باران                     | ۱۳۹۲        |
| مرز (نویسنده و کارگردان)                           | تئاتر شهر                              | ۱۳۹۲        |
| حکایت دختری که خاتون مغربی را دید (نویسنده)        | سالن فرهنگ                             | ۱۳۹۳        |
| هفت هشتم (نویسنده)                                 | خانه نمایش                             | ۱۳۹۴        |
| آن که گفت نه، آن که گفت آری (نویسنده)              | تالار اندیشه                           | ۱۳۹۴        |
| صبح بخیر                                           | تئاتر شهر                              | ۱۳۹۴        |
| سال کبیسه عیسی                                     | مشایخی                                 | ۱۳۹۴        |
| پچپچه‌های پشت خط نبرد (مشاور هنری)                  | مولوی                                  | ۱۳۹۵        |
| ریحانه (نویسنده و کارگردان و طراح نور)             | پردیس تئاتر تهران و حوزه هنری          | ۱۳۹۵        |
| یک شاخه گل سرخ (نویسنده)                           | خانه مشق و تماشاخانه بازیگاه           | ۱۳۹۵        |
| بر پهنه چشمان مغربی ات (نویسنده)                   | تماشاخانه ماه                          | ۱۳۹۶ و ۱۳۹۵ |
| جاثلیق (نویسنده)                                   | تالار مولوی                            | ۱۳۹۵        |
| قربانی (نویسنده)                                   | سه نقطه                                | ۱۳۹۵        |
| صبح بخیر (نویسنده)                                 | تئاتر شهر                              | ۱۳۹۵ و ۱۳۹۴ |
| فولاد هرگز زنگ نمی‌زند (نویسنده)                    | تماشاخانه بازیگاه و پلاتو اجرا         | ۱۳۹۵ و ۱۳۹۴ |
| بر پهنه دریا (مشاور کارگردان و طراح صحنه)          | ارسباران و سنگلج                       | ۱۳۹۵        |
| گوهر                                               | تماشاخانه مهر                          | ۱۳۹۶        |
| رویای آمریکایی (مشاور کارگردان)                    | تالار سوره                             | ۱۳۹۶        |
| مزا مزا                                            | ایرانشهر                               | ۱۳۹۷        |
| نیلوفر                                             | تماشاخانه ایران تماشا                  | ۱۳۹۸        |
| تردست                                              | تماشاخانه سرو                          | ۱۳۹۸        |
| نمایشنامه خوانی مزا مزا (نویسنده و مشاور کارگردان) | مجموعه خانه هنر آبان                   | ۱۳۹۹        |
| یک شاخه گل سرخ (نویسنده)                           | کرج، پلاتو حیاتی مهر                   | ۱۴۰۰        |
| فیش آباد (نویسنده)                                 | تهران، پردیس تئاتر شهرزاد و پلاتو اجرا | ۱۴۰۱ و ۱۳۹۶ |

## آثار مکتوب

### طرح، فیلمنامه و نمایشنامه و کتاب
- یزله: کتاب یزله بیش از هر چیز وامدار مدل خاص شیوه روایت سیروس همتی است. زبان و موقعیت‌هایی طنز آمیز که در پس خود بسیار تلخ و عبرت آموز و محل تأمل جدی است. طنز در روایت داستانی همتی موضوعی نه جاری در کلمات و ساختار روایت که جاری در موقعیتی است که داستان در آن رخ می‌دهد. همتی تلخی‌ها و سیاهی‌های پیرامونش را با لبخندی البته تلخ بازگو می‌کند و همین مسئله مخاطب را هم از منظر شیرینی روایت و هم از منظر مواجهه با پاره ای از واقعیت‌های پیرامونش به سوی خود می‌خواند. کتاب یزله را می‌توانید به دو صورت متنی و صوتی دریافت کنید و لذت ببرید.[۵]
- ننه کاراته: این مجموعه شامل هشت داستان کوتاه از اوست که همگی دارای تمی اجتماعی و خانوادگی است.

بهره‌مندی هوشمندانه او از طنز در روایت است که داستان‌های او را بسیار قابل اعتنا کرده است. او طنز را نه در کلام که در موقعیت‌های داستانی خود جاری می‌کند و توانایی او در خلق چنین موقعیت‌هایی است که توانسته داستان‌های او را از یکنواختی و معمولی بودن خارج کرده و مخاطب را برای مطالعه با خود همراه کند.
داستان‌های کوتاه همتی در مجموعه «ننه کاراته» به شدت تصویری و قابل لمس هستند. شیوه حاکم بر روایت این داستان‌ها به شکلی است که مخاطب می‌تواند با وضوح بالا بخش‌های قابل توجهی از داستان را پیش چشم‌های خود مشاهده کرده و خود را به عنوان یکی از عناصر صحنه آن رویداد در معرض قضاوت دربارهٔ آنها قرار دهد. کتاب ننه کاراته را می‌توانید به دو صورت متنی و صوتی دریافت کنید.
- سه سه: کتاب «سه، سه» عنوان مجموعه شش نمایشنامه، سه نمایشنامه کوتاه و سه نمایشنامه بلند، از سیروس همتی نمایشنامه‌نویس، بازیگر و کارگردان تئاتر است.

مجموعه نمایشنامه‌های او در «سه، سه» با نمایشنامه درمان شروع می‌شود که همتی از آن به‌عنوان کوتاه‌ترین نمایشنامه به زبان فارسی نیز یاد می‌کند.
در این نمایشنامه او در مقام مجادله یک کودک و مرد در دستشویی بیمارستان سعی در بیان نکته‌های اجتماعی در باب زندگی سالم کرده است.
در نمایشنامه دوم که با عنوان مهندس و با تقدیم به نصرالله قادری، توحید معصومی و توحید حسین قلی‌پور تألیف شده است، شخصیتی خیالی که تنها صدایی از او روایت شده، سعی دارد تا از محبوب خود پاسخ این سؤال را به دست آورد که شوهر نوعروس، باغبان جوان، گرگ و دزد کدام‌یک لایق نفرین شدن هستند. وی در قالب استعاره‌ای که در هر یک از این افراد ساخته است؛ به طرح پاسخ‌هایی می‌پردازد.
نمایشنامه سوم با عنوان «راه»، داستانی در حوزه دفاع مقدس را روایت می‌کند که همتی سه پایان را برای آن متصور شده و انتخاب هر یکی از آنها را به عهده گروه اجرایی و نیز مخاطب خود قرار داده است.
نمایشنامه چهارم کتاب با عنوان «صبح‌به‌خیر» نمایشی است با موضوع کشمکش یک سرباز و فرمانده‌اش و غریبه‌ای که در نقطه صفر مرزی با آنها برخورد کرده و برایشان ایجاد مزاحمت می‌کند. در این اثر همتی به شیوایی، تصویری نو و بدیع از مرگ ارائه می‌دهد.
- الهه: سیروس همتی در نمایشنامه الهه مجموعه‌ای از نمایشنامه‌های خود را برای مخاطبانش گردآوری کرده است که بیشتر از دغدغه فرم و شیوه روایت و حتی دیده‌شدن روی صحنه، دغدغه روایت و بیان را می‌توان در آنها دید. نمایشنامه‌هایی برخاسته از آن هنرمند متعهد که تلاش دارد روایتی بکر و تازه و در حد بضاعت نویسنده‌اش از باورها و آئین‌های ایرانیان را به نمایش بکشاند.

در همین مجموعه و در قالب نمایشنامه‌ای با عنوان «یک شاخه گل سرخ» نیز مضمون عاشورا به شکلی زیبا روایت شده است.
نمایشنامه «فولاد زنگ نمی‌زند» از این مجموعه نیز روایتی است مدرن از مواجهه دختری جوان با برخی از ناهنجاری‌های اجتماعی پیرامونش که همتی در بیان آن بیش از آنکه دغدغه فرم داشته باشد؛ به چیستی و چگونگی مفهوم روایت عنایت داشته است و از این زاویه توانسته داستانی قابل‌تأمل و خواندنی و پرجاذبه توأم با کشمکش‌ها و دیالوگ‌های روایی مناسب را در متنش بنشاند.
اما شاید زیباترین روایت داستانی در این مجموعه را بتوان در نمایشنامه «محال هم ممکن است» جست که در آن نویسنده با تمسک به داستانی کمتر شنیده شده از ماجرای بخشیدن ذوالجناح به جوانی تا آن را کابین همسر نصرانی‌اش کند، نمایشنامه‌ای خلق شده که بیش از هر موضوعی نمایش‌دهنده کیفیتی ناب از رفتار خاندان
علی بن ابی طالب با مردمان زمانه خویش است.
- آینه: فیلمنامهٔ آینه به قلم سیروس همتی فیلمنامه‌ای است کوتاه که در قالب داستانی حادثه‌ای و جنایی - پلیسی نوشته شده است. داستان با حضور دو بازپرس ادارهٔ آگاهی در محل وقوع یک جنایت در ساختمانی مشهور به «آینه» شروع می‌شود. در خانهٔ زنی تنها که ظاهراً معلم اخلاق بسیاری از اهالی محل و شهر وقوع داستان نیز هست، قتلی رخ داده است. جوانی از پنجره خانه به پایین پرت شده. در نگاه اول به نظر می‌رسد که این اتفاق به‌خاطر یک حادثه در آن خانه رخ داده، اما بازپرس شکاک و نکته‌سنج این داستان رفته‌رفته گره از این ماجرا باز می‌کند و قاتل خودش را نشان می‌دهد.[۸]
- طرح فیلمنامه طبقه هساث: طبقه هساث عنوان فیلمی است که به کارگردانی کمال تبریزی در سال ۱۳۹۲ و با نویسندگی پیمان قاسم‌خانی ساخته شده است. طرح فیلمنامه این فیلم از سیروس همتی است.
- یک طنز کرونایی از سیروس همتی: سیروس همتی، رفتارهای ما در ایام کرونا را با زبان طنز بیان کرده است.
- گل سر: «گل‌سر» یک فیلم‌نامه کوتاه عاشقانه است. این فیلم‌نامه اثری است متشرک به قلم سیروس همتی و لیلا نوری که با اقتباسی آزاد از زندگی و آثار پروین اعتصامی تألیف شده است.[۹]
- طرح فیلمنامه قدم خیر: «قدم خیر» توسط سیروس همتی نوشته شده و آقای مسعود فرخنده آن را ساخته است. قدم خیر در جشنواره بین‌المللی اصفهان هم صاحب رتبه و جوایز متعددی شد.
- هفت کوتوله و تمساح: کتاب «هفت کوتوله و تمساح» شامل مجموعه هشت نمایشنامه کوتاه از سیروس همتی، بازیگر، نویسنده و کارگردان تئاتر است. این کتاب نمایشنامه‌های خود را در قالبی تازه و کمتر مورد استفاده در ایران روایت کرده است که به قول نویسنده نیاز ذاتی امروز جامعه ایرانی است.[۱۰]
- نمایشنامه ایست! تردست: نمایشنامه «تردست» روایتی است از حضور یک تردست در جبهه. این نمایشنامه کوتاه بیش از هر چیز بر پایه موقعیت خاص خود که حضور شخصی با چنین ویژگی‌هایی در جبهه است به پیشواز مخاطب خود می‌رود و در ادامه داستان حضور او در جبهه با بعثی‌هاست که اتفاقات عجیبی را خلق می‌کند.

نمایشنامه «ایست!» نیز حاصل یک موقعیت تراژیک ویژه و کوتاه است. موتور سیکلتی در منطقه خط ویژ در خیابان روی زمین‌می‌خورد و پلیس موتور و راکبش را بازداشت می‌کند. در ادامه و در بررسی مدارک موتور مشخص می‌شود که موتور متعلق به پدر راکب است و در جبهه یکبار با خمپاره سوخته است و پلیس نیز که همرزم پدر است به صورت اتفاقی با پسرش روبرو شده است.
- نمایشنامه محال هم ممکن است: اثر سیروس همتی که با طراحی و ایده‌پردازی و کارگردانی ایشان در سال ۱۳۸۴ به نمایش درآمد.
- مجموعه نمایشنامه ریحانه: این نمایشنامه برگرفته از سه نمایشنامه «ریحانه»، «کاش می‌شد سرنوشت از سر نوشت» و «قره نی» است که از نمایشنامه اول برای شبکه استانی قم تله تئاتر تهیه شده اما دو نمایشنامه بعدی هنوز اجرا نشده‌اند. مهم‌ترین ویژگی‌های این نمایشنامه‌ها امروزی کردن قصه‌های دینی و توجه به شرایط روز است. به‌طور مثال عشق دختر چینی که برگرفته از نسخه تعزیه گوشه است و داستان ریحانه برگرفته از قضیه فدک است.[۱۲]
- نیلوفر: این کتاب در قالب نمایشنامه نوشته شده است. نمایشنامه نیلوفر با موقعیت خوب نمایشی که به وجود آورده و با پرسوناژهای زنده و قابل باوری که خلق کرده، توانسته کنش‌زایی و حس‌آمیزی خاصی را به درونمایه نمایشنامه منتقل کند. سیروس همتی بی‌آنکه صحنه را شلوغ کند یا چیز اضافی ارایه دهد، خیلی مختصر و موجز آنچه خواسته بیان کرده و نشان داده است. طرح یا پیرنگ نمایشنامه نیز روابط علت و معلولی موقعیت و چگونگی ارتباط بین افراد حاضر در داستان را به خوبی نشان می‌دهد و مخاطب می‌تواند برای هر کدام از آنها مابه‌ازاها و قرینه‌های بیرونی واقعی بیابد. اما نکته قابل توجه در نمایشنامه همتی این است که دیالوگ‌ها صرفاً در چارچوب موضوع اصلی نمایشنامه بیان نمی‌شوند و بسته نمی‌مانند تا صرفاً به‌طور مستقیم بیانگر درونمایه نمایشنامه باشند، بلکه حواشی دیگری را هم به موضوع اصلی مرتبط می‌کنند و اتفاق‌های دیگری را هم رقم می‌زنند. به خاطر همین هم واقعی جلوه می‌کنند و بیانگر وجوه مختلف پرسوناژها هستند.
- آب بر آتش: کتاب آب بر آتش، نمایشنامه‌ای عروسکی نوشتهٔ سیروس همتی است. در کتاب آب بر آتش، روایت به آتش افکندن ابراهیم، به دستور فرعون را از زبان یک قورباغه روایت می‌کند. سیروس همتی برای نوشتن نمایشنامهٔ آب بر آتش از حدیثی از جعفر صادق الهام گرفته است: «چون ابراهیم را در آتش انداختند، قورباغه آب بر آتش ریخت.»
- مجلس برادرکشی: کتاب پیش رو علاوه بر نمایشنامهٔ مجلس برادرکشی دربردارنده دو نمایشنامه دیگر به نام‌های « «ح» دو چشم» و «مرز» است. در نمایشنامهٔ مجلس برادرکشی داستان قتل ایرج – یکی از مظلوم‌ترین پهلوانان شاهنامه و پسر فریدون – به دست برادرانش، سلم و تور، روایت می‌شود.[۱۳]
- مُزا مُزا: این نمایشنامه کوتاه نقدی است بر رفتار درون حاکمیت با اهالی تئاتر که در آن تماشاگران و هنرمندان فعال در عرصه نمایش به دلیل علاقه و فعالیت در این عرصه و فراتر از آن روشنگری با آن در جایگاه اتهام و بازجویی قرار می‌گیرند که این اتفاق با بیان طنز و روایت طنازانه نویسنده ارائه می‌شود.[۱۴]
- بچه‌های مسجد: کتاب پیش رو دربردارندهٔ چندین نمایشنامه با محتوای دینی و مذهبی و متناسب با فضا و امکانات مسجد، جهت استفادهٔ گروه‌های نمایشی مذهبی با هدف ارتقای اجراهای مسجدی است.
- پناه بر رؤیا: در این کتاب شما داستان‌هایی را مطالعه می‌کنید که موضوعی کم‌نظیر و روایتی خاص دارند؛ از سیر و سیاحت در عالم رؤیا گرفته تا قصه گویی ملک الموت که هر کدام زوایه دید جدیدی در دنیای داستان‌نویسی محسوب می‌شوند و یادآور دورانی است که خلق داستان‌های کوتاه بر نوشتن رمان ارجحیت داشت.

کتاب پناه بر رؤیا در حقیقت حاصل یکی از کارگاه‌های نویسندگی برگزار شده توسط کتاب نیستان است که به سرپرستی سیروس همتی اجرا شد و شاید مهم‌ترین تأثیر برگزاری کارگاه‌های این چنینی خلق اندیشه‌هایی نوین و کشف استعدادها و زاویه‌های دید جدید باشد تا شما را با داستان‌ها و موضوعاتی جدید آشنا کند. به همین دلیل است که درونمایه اصلی این کتاب تخیلی و جسورانه است و داستان‌ها از زبان شخصیت‌هایی روایت شده‌اند که تا کنون کمتر کسی به آن‌ها پرداخته است.
- کوچه: مجموعه داستان‌های جذاب و خواندنی از سیروس همتی است.
- عین، شین، قاف: عین، شین، قاف، نمایشنامه‌ای است نوشته سیروس همتی که برای نخستین بار در سال ۱۳۸۸ به مناسبت برگزاری ششمین همایش مراسم مربوط به عاشورا اجرا شد.
- حکایت دختری که خاتون مغربی را دید: کتابی مشتمل بر دو نمایشنامه مجزا که یکی با نام «این روبان سیاه که بر قاب دنیاست» نوشته سیدمحمد مساوات و «حکایت دختری که خاتون مغربی را دید» نوشته سیروس همتی، دو نمایشنامه با رویکرد مذهبی است.
- در قاب ماه و قربانی: این کتاب نیز دو نمایشنامه را در برمی‌گیرد. یکی به نام «در قاب ماه» نوشته حمیدرضا آذرنگ و «قربانی» نوشته سیروس همتی است که به مناسبت برگزاری پنجمین همایش مراسم عاشورایی منتشر شده است.
- یک شاخه گل سرخ: مجموعه نمایشنامه «یک شاخه گل سرخ» شامل نمایشنامه‌های «یک شاخه گل سرخ»، «جاثلیق» و «جناب آقای هالو» است. نمایشنامه «یک شاخه گل سرخ» روایتی از واقعه عاشورا در زمان حال است. نمایشنامه جاثلیق به موضوع مناظره علی بن موسی الرضا با جاثلیق (دانشمند نصرانی) می‌پردازد و آقای هالو نمایشنامه ای با محوریت مهدویت است.
- نمایشنامه فیش آباد: نمایشنامه ای است که در آن مسئله حقوق‌های نجومی برخی مدیران را به چالش می‌کشد. نوشته سیروس همتی است. این نمایشنامه در پردیس تئاتر شهرزاد روی صحنه رفته است که سیروس همتی، خود نیز در آن نقش خودش (سیروس همتی) را بازی می‌کند.
- فیلمنامه پای برتر
- فیلمنامه بیشه

## جوایز
- بهترین بازیگر مرد پنجمین جشنواره بین‌المللی آمی کورتی ایتالیا برای بازی در فیلم ستاره بی آسمان
- برنده جایزه ویژه هیئت داوران جشنواره فیلم پاتریکی روسیه برای فیلم کن پامنار (نویسنده)

او به همراه محمد سرمستانی و سروش حیدری برنده سیمرغ بلورین شد
- کاندید بهترین فیلم در جشنواره سلام هندوستان برای فیلم کن پامنار (نویسنده)
- انتخاب به عنوان بهترین فیلم جشنواره فیلم آمریکا برای فیلم دخترک آبرنگی (مشاور انتخاب بازیگر فیلم)
- برنده بهترین فیلمنامه در جشنواره پرواز برای فیلمنامه گل سر
- برنده تندیس و دیپلم افتخار بهترین بازیگر مرد جشنواره پنجم ملی تئاتر ماه برای نمایش روز سرباز
- تقدیر ویژه هنرمندان ششمین جشنواره بین‌المللی آمریکای لاتین برای نمایش روز سرباز (کلمبیا ۲۰۱۱)
- کاندید بهترین بازیگر تئاتر سال برای نمایش کلنل
- دریافت تندیس بهترین بازیگر مرد در اولین جشنواره فیلم چهل چراغ برای فیلم رقص روی یخ
- برنده یازدهمین جشنواره ملی آیینی-سنتی برای نمایش مجلس برادرکشی
- کاندید بهترین بازیگر مرد سومین جشنواره فیلم فرهنگ هنگ کنگ
- برگزیده شدن نمایش بوقلمون در جشنواره فجر ۱۳۹۳ (بازیگر)
- برنده بهترین بازیگر مرد جشنواره تئاتر فجر ۱۳۹۳
- نکوداشت مقام سیروس همتی در خانه فرهنگ آیه ۱۳۹۶
- برگزیده شدن فیلم قدم خیر در جشنواره بین‌المللی اصفهان (طرح فیلمنامه)
- برنده جوایز متعدد برای نویسندگی و کارگردانی نمایش محال هم ممکن است
- تقدیر کانون ملی منتقدان تئاتر برای نمایشنامه محال هم ممکن است
- برگزیده سوم در پنجمین دوره آثار برتر ادبیات نمایشی برای نمایشنامه نیلوفر
- تقدیر برای نمایش قربانی در جشنواره تئاتر جاده ابریشم (آلمان ۲۰۰۸)
- تقدیر ویژه مسابقه نمایشنامه نویسی مشاهیر اسلام
- تقدیر بهترین ایده و طرح از هجدمین جشنواره بین‌المللی تئاتر فجر
- جوایز نویسندگی، کارگردانی، طراحی صحنه در دوره‌های مختلف جشنواره سراسری تئاتر عاشورایی و همچنین جشنواره‌های دفاع مقدس
- کاندیدای بهترین بازیگری مرد از سی و دومین جشنواره بین‌المللی تئاتر فجر
- کاندید بهترین متن (صبح بخیر) در جشنواره بین‌المللی فجر، بخش مهمان، سال ۱۳۹۴
- دریافت جایزه نقدی برای نمایش نامه (گوهر) از جشنواره بین‌المللی رضوی، سال ۱۳۹۵[۱۶]
- دریافت جایزه کارگردانی و طراحی صحنه برای نمایش «ببخشید خط روی خط افتاده» از جشنواره تئاتر بانوان؛ ۱۳۷۷
- دریافت جایزه کارگردانی برای نمایش «محرمانه» از جشنواره تئاتر استانی تهران؛ ۱۳۷۹
- دریافت جایزه نویسندگی و کارگردانی برای نمایشنامه «برگ ریزان» از هشتمین یادواره سراسری تئاتر دفاع مقدس؛ ۱۳۸۰
- دریافت جایزه بهترین بازی و طرح برای نمایش «یک اتفاق عجیب» از هجدهمین جشنواره بین‌المللی تئاتر فجر؛ ۱۳۸۰
- دریافت جایزه ویژه برای نمایشنامه‌خوانی «اسب» از همایش عاشورائیان؛ ۱۳۸۳
- دریافت لوح تقدیر برای نمایشنامه «اسب» از بخش نمایشنامه‌خوانی اولین همایش عاشورایی؛ ۱۳۸۳
- دریافت جایزه بهترین کتاب دفاع مقدس برای نمایشنامه چاپ شده «برگ ریزان»؛ ۱۳۸۴
- کاندیدای بهترین نمایشنامه برای نمایشنامه «محال هم ممکن است» از سوی کانون ملی منتقدان تئاتر مرکز هنرهای نمایشی؛ ۱۳۸۴
- دریافت جایزه کارگردانی برای نمایش «مسافران» از سومین همایش عاشورایی؛ ۱۳۸۵
- دریافت جایزه اول طراحی صحنه، نویسندگی و کارگردانی برای نمایش «محال هم ممکن است» از دومین همایش سراسری تئاتر عاشورائیان
- دریافت جایزه اول کارگردانی و جایزه دوم متن نمایشنامه‌نویسی برای نمایش «قربانی» برگزیده جشنواره تئاتر عاشورایی؛ ۱۳۸۶
- دریافت جایزه دوم متن نمایشنامه برای نمایش «حکایت دختری که خاتون مغربی را دید» از هفتمین جشنواره بین‌المللی رضوی؛ ۱۳۸۸
- کاندیدای بهترین طراحی صحنه برای نمایش «حکایت دختری که خاتون مغربی را دید» از هفتمین جشنواره بین‌المللی رضوی؛ ۱۳۸۹
- نویسنده برگزیده برای نمایش «مجلس برادر کشی» از سیزدهمین جشنواره بین‌المللی آیینی سنتی
- دریافت مقام طراح برگزیده برای نمایش «حکایت دختری که خاتون مغربی را دید» از جشنواره رضوی دوره هفتم؛ ۱۳۸۹
- پرکارترین بازیگر جشنواره بین‌المللی تئاتر فجر؛ ۱۳۸۹
- بهترین بازیگر نمایش «روز سرباز» از جشنواره بین‌المللی تئاتر ماه؛ ۱۳۸۹
- » جایزه سوم کانون نمایشنامه نویسان دوره پنجم به خاطر نگارش نمایشنامه «نیلوفر»؛ اسفند ۱۳۹۰
- جایزه اول نویسندگی برای نمایشنامه «فولاد هرگز زنگ نمی‌زند»؛ اولین دوره نمایشنامه خوانی بین‌المللی؛ جشنواره حوزه هنری؛ ۱۳۹۰
- کاندیدای بهترین بازیگر مرد از سی و دومین جشنواره بین‌المللی تئاتر فجر (بخش مسابقه مرور)؛ ۱۳۹۲